# Урус-Мартановское городское поселение
Урус-Мартановское городско́е поселе́ние — муниципальное образование в Урус-Мартановском районе Чечни Российской Федерации.
Административный центр — город Урус-Мартан.

## История
Статус и границы городского поселения установлены Законом Чеченской Республики от 14 июля 2008 года № 45-РЗ «Об образовании муниципального образования Урус-Мартановский район и муниципальных образований, входящих в его состав, установлении их границ и наделении их соответствующим статусом муниципального района, городского и сельского поселения».

## Население
| 2010    | 2012    | 2013    | 2014    | 2015    | 2016    | 2017    |
| ------- | ------- | ------- | ------- | ------- | ------- | ------- |
| 49 070  | ↗51 363 | ↗52 744 | ↗54 248 | ↗55 783 | ↗57 358 | ↗58 588 |
| 2018    | 2019    | 2020    | 2021    | 2023    | 2024    |         |
| ↗59 954 | ↗61 221 | ↗62 702 | ↗63 449 | ↗64 811 | ↗65 698 |         |

## Состав городского поселения
| № | Населённый пункт | Тип населённого пункта        | Население |
| - | ---------------- | ----------------------------- | --------- |
| 1 | Урус-Мартан      | город, административный центр | ↗65 698   |